# Norra Abborrtjärnen (Dalby socken, Värmland)
Norra Abborrtjärnen är en sjö i Torsby kommun i Värmland och ingår i Göta älvs huvudavrinningsområde. Sjön är 4,5 meter djup, har en yta på 0,12 kvadratkilometer och befinner sig 401 meter över havet. Norra Abborrtjärnen ligger i Kölarna Natura 2000-område.

## Delavrinningsområde
Norra Abborrtjärnen ingår i det delavrinningsområde (673347-135573) som SMHI kallar för Mynnar i Fämtan. Medelhöjden är 441 meter över havet och ytan är 14,85 kvadratkilometer. Räknas de 2 avrinningsområdena uppströms in blir den ackumulerade arean 59,3 kvadratkilometer. Rattsjöälven som avvattnar avrinningsområdet har biflödesordning 3, vilket innebär att vattnet flödar genom totalt 3 vattendrag innan det når havet efter 444 kilometer. Avrinningsområdet består mestadels av skog (90 procent). Avrinningsområdet har 0,11 kvadratkilometer vattenytor vilket ger det en sjöprocent på 0,8 procent.